# Atanasios Eftaksias
Atanasios Eftaksias (gr. Αθανάσιος Ευταξίας właśc. Atanasios Papalukas; ur. 16 lutego 1849 w Amfiklei, zm. 5 lutego 1931 w Atenach) – grecki dziennikarz i polityk, premier Grecji (1926), minister edukacji (1893, 1897, 1899-1900), minister finansów (1909-1910), minister gospodarki (1915).

## Życiorys
Pochodził z Ftiotydy, był synem duchownego prawosławnego. Kształcił się w ateńskiej szkole Rizarion (1863-1867). W roku 1871 ukończył studia teologiczne na uniwersytecie ateńskim. Studia kontynuował w Lipsku, a następnie na uniwersytecie w Bonn. W 1877 przyjechał do Macedonii, stanowiącej część terytorium państwa osmańskiego. W obliczu zagrożenia aresztowaniem opuścił Macedonię i przeniósł się do Aten. W stolicy pracował jako dziennikarz w pismach Aion, Akropolis i Efimeris, zajmując się głównie tematami politycznymi i kościelnymi. Był także ateńskim korespondentem gazety Kölnische Zeitung.
W 1885 po raz pierwszy uzyskał mandat do parlamentu, jako kandydat niezależny. Z czasem związał się z ugrupowaniem Dimitriosa Rallisa. W latach 1885-1920 aż jedenastokrotnie był wybierany do parlamentu. W 1893 objął kierownictwo resortu edukacji w rządzie Sotiriosa Sotiropulosa. W roku 1899 na jego polecenie wprowadzono do programu greckich szkół zajęcia z wychowania fizycznego. W 1900, kiedy po raz kolejny stał na czele resortu edukacji podjął nieudaną próbę reformy systemu oświatowego w Grecji.
Po rewolucji Gudi objął kierownictwo resortu finansów. Był autorem projektu reformy systemu podatkowego, który miał wprowadzić powszechny podatek dochodowy, projekt przedstawiał osobiście na forum parlamentu. Projektu nie udało się wprowadzić w życie (podobny wprowadzono w 1918).
W 1926 na prośbę generała Pangalosa objął stanowisko premiera. Po obaleniu Pangalosa przez gen. Jeorjosa Kondylisa, rząd Eftaksiasa upadł, a on na krótko został aresztowany. W 1929 został wybrany senatorem. Zmarł w 1931 z powodu powikłań po przebytej grypie.
Był żonaty (w 1894 ożenił się z Aglają Georgakopulu), miał troje dzieci.